# Edvard Moser
Edvard Moser, född 27 april 1962 i Ålesund, är en norsk forskare. 2014 tilldelades han Nobelpriset i fysiologi eller medicin tillsammans med sin hustru May-Britt Moser "för deras upptäckter av celler som utgör ett positioneringssystem i hjärnan". De delade på priset med John O'Keefe.
Han har studerat psykologi vid universitetet i Oslo och doktorerade i neurofysiologi 1995. Tillsammans med May-Britt Moser har han grundat ett forskningslaboratorium vid Norges teknisk-naturvetenskapliga universitet i Trondheim. Han utsågs år 1998 till professor i neurovetenskap och är chef för Kavli Institute for Systems Neuroscience i Trondheim. År 2013 erhöll han tillsammans med hustrun Fridtjof Nansens belønning for fremragende forskning.